# Tìm chồng cho vợ tôi
Tìm chồng cho vợ tôi là một bộ phim truyền hình được thực hiện bởi Hãng phim Tâm Điểm do Võ Việt Hùng làm đạo diễn. Phim phát sóng vào lúc 19h45 hàng ngày bắt đầu từ ngày 13 tháng 6 năm 2013 và kết thúc vào ngày 26 tháng 7 năm 2013 trên kênh SCTV14.

## Nội dung
Tìm chồng cho vợ tôi xoay quanh một phụ nữ xinh đẹp, thông minh, yêu chồng, hiếu thuận với cha mẹ chồng. Cô kết hôn đã hơn ba năm nhưng vẫn chưa sinh được con, nguyên nhân từ phía chồng. Cô bị sự ép buộc từ nhiều phía, đứng trước nguy cơ tan vỡ hạnh phúc, Thảo (Nhật Kim Anh) đã dùng thủ đoạn để sinh con nhằm bảo vệ hạnh phúc gia đình và vị thế trong họ tộc.

## Diễn viên
- Nhật Kim Anh trong vai Thảo[4][5]
- Quốc Cường trong vai Bảo[6]
- Hà Trí Quang trong vai Kiên
- Hoàng Ny trong vai Xuân
- Cao Thái Hà trong vai Ngọc
- Từ Hạnh Vân trong vai Mỹ Lệ
- Huy Cường trong vai Cường
- Đào Anh Tuấn trong vai Ông Lợi
- NSƯT Kim Phương trong vai Bà Đại
- Chí Hải trong vai Ông Đại
- Đông Dương trong vai Quân

Cùng một số diễn viên khác....

## Ca khúc trong phim
- Tìm chồng cho vợ tôi

Sáng tác: Yên Lam
Thể hiện: Nhã Ca
- Hạnh phúc đôi khi là niềm đau

Sáng tác: Yên Lam
Thể hiện: Hải Đăng

## Giải thưởng
| Năm  | Giải thưởng   | Hạng mục                                     | (Người) đề cử | Kết quả   | Tham khảo    |
| ---- | ------------- | -------------------------------------------- | ------------- | --------- | ------------ |
| 2013 | Giải Mai Vàng | Phim truyền hình                             | —             | Đoạt giải | [ 7 ] [ 8 ]  |
| 2013 | Giải Mai Vàng | Nữ diễn viên truyền hình                     | Nhật Kim Anh  | Đề cử     | [ 9 ] [ 10 ] |
| 2014 | Ngôi Sao Xanh | Nữ diễn viên truyền hình được yêu thích nhất | Nhật Kim Anh  | Đoạt giải | [ 11 ]       |
| 2014 | Ngôi Sao Xanh | Phim truyền hình xuất sắc nhất               | —             | Đoạt giải | [ 11 ]       |